# Penstemon pseudospectabilis
Penstemon pseudospectabilis är en grobladsväxtart som beskrevs av Marcus Eugene Jones. Penstemon pseudospectabilis ingår i släktet penstemoner, och familjen grobladsväxter.

## Underarter
Arten delas in i följande underarter:
- P. p. connatifolius
- P. p. pseudospectabilis